# Betalingsgateway
|  | Dublet Denne artikel handler om det samme som Elektronisk betalingsløsning. (Diskutér artiklen) |

En betalingsgateway gør det muligt at anvende kreditkort eller anden type betalingskort på internettet. Betalingsgateways krypterer og beskytter oplysninger om betalingskort, når oplysninger sendes fra webshop/websted til kreditkortnetværket til behandling og så tilbage igen, med transaktionsoplysninger. Dette er en essentiel funktionalitet som muliggør E-handel.